# El Castillo (ort i Colombia, Meta, lat 3,56, long -73,79)
El Castillo är en ort i Colombia.   Den ligger i departementet Meta, i den centrala delen av landet, 120 km söder om huvudstaden Bogotá. El Castillo ligger 350 meter över havet och antalet invånare är 2 581.
Terrängen runt El Castillo är platt åt nordost, men åt sydväst är den kuperad. Runt El Castillo är det ganska tätbefolkat, med 222 invånare per kvadratkilometer. Närmaste större samhälle är Granada, 9,9 km öster om El Castillo. Omgivningarna runt El Castillo är huvudsakligen savann.